# Castrele Traiane
Castrele Traiane – wieś w Rumunii, w okręgu Dolj, w gminie Plenița. W 2011 roku liczyła 796 mieszkańców.